# Fluorpiromorfita
La fluorpiromorfita és un mineral de la classe dels fosfats que pertany al grup de l'apatita. Rep el nom per ser l'anàleg de fluor de la piromorfita.

## Característiques
La fluorpiromorfita és un fosfat de fórmula química Pb₅(PO₄)₃F. Va ser aprovada com a espècie vàlida per l'Associació Mineralògica Internacional l'any 2022, sent publicada en el mes de desembre del mateix any. Cristal·litza en el sistema hexagonal. És l'anàleg de fluor de la piromorfita i de la hidroxilpiromorfita.
Segons la classificació de Nickel-Strunz la fluorpiromorfita pertany a «08.BN - Fosfats, etc. amb anions addicionals, sense H₂O, només amb cations de mida gran, (OH, etc.):RO₄ = 0,33:1» juntament amb els següents minerals: aradita, magganasita, fluorsigaiïta, fluoralforsita, alforsita, belovita-(Ce), clorapatita, mimetita-M, johnbaumita-M, fluorapatita, hedifana, hidroxilapatita, johnbaumita, mimetita, morelandita, piromorfita, fluorstrofita, svabita, turneaureïta, vanadinita, belovita-(La), deloneïta, fluorcafita, kuannersuïta-(Ce), hidroxilapatita-M, fosfohedifana, hidroxilpiromorfita, estronadelfita, fluorfosfohedifana, carlgieseckeïta-(Nd), vanackerita, miyahisaïta, pieczkaïta, hidroxilhedifana, pliniusita, parafiniukita, arctita, krügerita i goryainovita.
L'exemplar que va servir per a determinar l'espècie, el que es coneix com a material tipus, es troba conservat a les col·leccions del Museu Mineralògic Fersmann, de l'Acadèmia de Ciències de Rússia, a Moscou (Rússia), amb el número de registre: 5819/1.

## Formació i jaciments
Aquesta espècie era coneguda ja des d'un temps abans de la seva aprovació l'any 2022. Es va detectar, per exemple, en forma de grans rics en clor (F:Cl ~ 1,3:1) en una secció polida. Finalment va poder ser descrita en mostres del mont Sukhovyaz, situat al districte d'Ufaley, a Verkhny Ufaley (óblast de Txeliàbinsk, Rússia).
Probablement es tracti d'una espècie força comuna, especialment en entorns pobres en clor i rics en fluor. Pocs mesos després de la seva aprovació ja ha estat descrita en dues localitats austríaques.